# Babette Renneberg
Babette Renneberg (* 1961) ist eine deutsche Psychologin, Forscherin und Professorin an der Freien Universität Berlin.

## Leben und Wirken
Babette Renneberg studierte Psychologie an der Philipps-Universität Marburg und promovierte 1991 ebenda. Vor ihrer Habilitation an der Universität Heidelberg forschte und praktizierte sie am Agoraphobia and Anxiety Treatment Center der Temple University (Philadelphia, USA) sowie am Psychologischen Institut und der Psychiatrischen Universitätsklinik der Universität Heidelberg.
Seit 2008 ist sie Universitätsprofessorin für Klinische Psychologie und Psychotherapie an der Freien Universität Berlin. 2009 gründete sie die  Hochschulambulanz für Psychotherapie, Diagnostik und Gesundheitsförderung der Freien Universität Berlin und leitet diese seitdem. Als approbierte Psychologische Psychotherapeutin, Supervisorin und Ausbilderin im Bereich der Verhaltenstherapie ist Babette Renneberg seit 2012 Leiterin des Ausbildungsinstituts für Kinder- und Jugendlichenpsychotherapie am Zentrum für Seelische Gesundheit (ZGFU) in Berlin. Von 2020 bis 2022 war sie Präsidentin der European Society for the Study of Personality Disorders (ESSPD) und ist seit 2022 Past President von ebendieser.
Seit 2023 ist sie Principal Investigator am Standort Berlin des Deutschen Zentrums für Psychische Gesundheit (DZPG).

## Forschung
Babette Rennebergs Forschungsschwerpunkte liegen in der Grundlagen- und Psychotherapieforschung zu verschiedenen psychischen Störungen (u. a. Soziale Angststörungen, Borderline-Persönlichkeitsstörung). Sie hat Behandlungprogramme für Randgruppen entwickelt, zuletzt ein Gruppentraining für Mütter mit einer Borderline-Störung im Rahmen des durch das BMBF geförderten Forschungsverbund  ProChild.
Babette Renneberg ist Autorin und Co-Autorin von Lehrbüchern und Buchkapiteln im Bereich der Klinischen- und Gesundheitspsychologie.

## Auszeichnungen
- 1992: Heinz-Heckhausen-Jungwissenschaftler Preis der Deutschen Gesellschaft für Psychologie für ihre Dissertation[1]

- 2000: „Little Albert“ Preis für besonderes Engagement in der Lehre am Psychologischen Institut der Ruprecht-Karls Universität Heidelberg[1]
- 2012: Hamburger Preis für Persönlichkeitsstörungen der Gesellschaft zur Erforschung und Therapie von Persönlichkeitsstörungen (GePs)[10]
- 2018: Preis der Deutschen Gesellschaft für Verhaltenstherapie für ihre innovativen Beiträge zu psychosozialen Interventionen und Prävention[1]

## Schriften (Auswahl)
- als Hrsg. mit Philipp Hammelstein: Gesundheitspsychologie. Heidelberg: Springer. 2006. ISBN 978-3-540-25462-1.
- mit Sabine Herpertz: Persönlichkeitsstörungen. Göttingen: Hogrefe Verlag. 2021. ISBN 978-3801725082.
- mit Sigrid Buck-Horstkotte und Charlotte Rosenbach: Mütter mit Borderline-Persönlichkeitsstörung. Das Trainingsmanual »Borderline und Mutter sein«. (2. Aufl.). Weinheim: Beltz. 2022. ISBN 978-3-621-28971-9.
- mit Anne Trösken: Ressourcenorientierte Gruppentherapie bei chronischer Depression: Ein kognitiv-verhaltenstherapeutischer Ansatz. Göttingen: Hogrefe Verlag. 2022. ISBN 978-3801729325.